# 十三字用功訣
十三字用功訣（じゅうさんじようこうけつ）は、中国武術の伝統拳である太極拳としての楊式太極拳の楊班侯（永年楊氏二世）の作と伝わる理論書の九種の中のひとつ。楊班侯から牛連元。牛連元から呉孟侠に伝わる。
十三字用功訣　　　楊班侯　伝
遇手遇掤莫入盤、黏粘不離得着難。

閉掤要上採挒法、二把得實急無援。

按定四定隅方變、觸手即佔先上先。

捋擠二法趁機使、肘靠攻在脚跟前。

遇機得勢進退走、三前七星顧盼間。

周身實力意中定、聽深順化神氣關。

見實不上得攻手、何日功夫是體全？

操練不按體中用、修到終期藝難精！
（意訳）
不意に掤（ほう）で手向かいされても、黏粘で（相手から）離れなければ災難を逃れることができる。

（相手の）掤に対しては採か挒で応対するのが望ましい。両手は急に充実した力を得るので手助けはいらない。

いつになったら功夫は完成するのか？按の練習を積み重ね、どんな場合にも無意識に使えるようになれば、

技として身に付いたということだ。精進を続けることが難しい。